# Kieran Pratt
Kieran Pratt (Melbourne, 15 mei 1988) is een golfprofessional uit Australië.

## Amateur

### Gewonnen
| Jaar | Toernooi                       |
| ---- | ------------------------------ |
| 2009 | Dunes Medal                    |
| 2009 | Port Phillip Amateur           |
| 2009 | Victorian Amateur Championship |
| 2010 | Lake Macquarie Amateur         |

## Professional
Pratt werd in 2010 professional en speelt sinds 2011 op de Australische en Aziatische PGA Tour. Daar won hij in 2012 het Myanmar Open.

### Gewonnen
- 2012: Myanmar Open